# Минчо Огнянов
Минчо Огнянов е български скулптор.

## Биография
Роден е в с. Чарган, Ямболско. Има брат и сестра.
През 1953 г. завършва Педагогическата гимназия в Стара Загора, след което работи като учител и директор на прогимназията в с. Чарган (1954-1955).
През 1957 г. е приет за студент във Висшия институт за изобразително изкуство „Николай Павлович“ в София. Учи при професорите Иван Фунев и Михаил Кац. Завършва при Коста Диков (1964).
От 1964 г. участва редовно в регионални и национални изложби. Има участия в международни изложби и конкурси.
Скулпторът има 3 деца: 2 момчета и 1 момиче, а от децата си има 7 внуци.

## Награди
- 1972 – наградата за скулптура на първата изложба на южнобългарските художници, Пловдив.
- 1980 – голямата награда за скулптура „Златната купа“ на Община Милано в международния конкурс „La Triade“, Милано.
- 1989 и 1991 – участие в международни изложби Галерия „Пагани“, Италия – най-голямата в Европа за модерна скулптура на открито.
- 1964–2005 – реализирани 71 скулптурни творби – монументи и пластики на открито, 73 творби в галериите на страната и чужбина.